# IIIe législature de la Quatrième République française
La IIIe législature de la IVe République est un cycle parlementaire qui s'est ouvert le 19 janvier 1956 et s'est terminé le 5 décembre 1958.

## Composition de l'Assemblée nationale

### Groupes parlementaires
| Groupe parlementaire               | Groupe parlementaire               | Groupe parlementaire                                                                     | Députés                            | Députés                            | Députés |  |
| Groupe parlementaire               | Groupe parlementaire               | Groupe parlementaire                                                                     | Membres                            | Apparentés                         | Total   |  |
| ---------------------------------- | ---------------------------------- | ---------------------------------------------------------------------------------------- | ---------------------------------- | ---------------------------------- | ------- |  |
|                                    | COM & RP                           | Communistes et Républicains Progressistes                                                | 149                                | 1                                  | 150     |  |
|                                    | IPAS & PAYSAN                      | Indépendants et paysans d'action sociale et Paysan                                       | 92                                 | 3                                  | 95      |  |
|                                    | SOC                                | Socialiste                                                                               | 94                                 | 0                                  | 94      |  |
|                                    | MRP & IOM                          | Mouvement républicain populaire et Indépendants d'outre-mer                              | 80                                 | 3                                  | 83      |  |
|                                    | RRRS                               | Républicain radical et radical-socialiste                                                | 54                                 | 4                                  | 58      |  |
|                                    | UFF                                | Union et fraternité française                                                            | 51                                 | 1                                  | 52      |  |
|                                    | RS                                 | Républicains sociaux                                                                     | 21                                 | 1                                  | 22      |  |
|                                    | UDSR & RDA                         | Union démocratique et socialiste de la Résistance et Rassemblement démocratique africain | 18                                 | 1                                  | 19      |  |
|                                    | RGR-CR                             | Rassemblement des gauches républicaines et du Centre républicain                         | 10                                 | 4                                  | 14      |  |
|                                    |                                    |                                                                                          |                                    |                                    |         |  |
| Total de députés membre de groupes | Total de députés membre de groupes | Total de députés membre de groupes                                                       | Total de députés membre de groupes | Total de députés membre de groupes | 587     |  |
|                                    | Députés non-inscrits               | Députés non-inscrits                                                                     | Députés non-inscrits               | Députés non-inscrits               | 7       |  |
|                                    |                                    |                                                                                          |                                    |                                    |         |  |
| Total des sièges pourvus           | Total des sièges pourvus           | Total des sièges pourvus                                                                 | Total des sièges pourvus           | Total des sièges pourvus           | 594     |  |
| Non autorisés à siéger             | Non autorisés à siéger             | Non autorisés à siéger                                                                   | Non autorisés à siéger             | Non autorisés à siéger             | 2       |  |
| Non pourvus (Algérie)              | Non pourvus (Algérie)              | Non pourvus (Algérie)                                                                    | Non pourvus (Algérie)              | Non pourvus (Algérie)              | 32      |  |

### Résultats
- Scrutin : représentation proportionnelle plurinominale suivant la méthode du plus fort reste dans des circonscriptions, conformément à la loi des apparentements. Il y a 628 sièges à pourvoir.

- Résultats :

| Partis                | Sièges | +/- | % des sièges | suffrages exprimés | % des votes |
| --------------------- | ------ | --- | ------------ | ------------------ | ----------- |
| PC & apparentés       | 150    | +47 | 23,9 %       | 5 514 403          | 25,9 %      |
| Modérés (droite)      | 95     | +9  | 15,2 %       | 3 259 782          | 15,3 %      |
| SFIO*                 | 94     | -13 | 15,0 %       | 3 247 431          | 15,2 %      |
| Poujadistes           | 52     | +52 | 08,3 %       | 2 483 813          | 11,6 %      |
| Radicaux & UDSR*      | 91     | +1  | 14,5 %       | 2 389 163          | 11,3 %      |
| MRP                   | 83     | -12 | 14,4 %       | 2 366 321          | 11,1 %      |
| Républicains sociaux* | 21     | +21 | 03,3 %       | 585 764            | 02,7 %      |
| Extrême droite**      | 0      | 0   | -            | 260 749            | 01,2 %      |
| Divers                | 9      | +9  | 1,4 %        | 98 600             | 00,4 %      |

(*) Membres du Front Républicain, soit 29,2 % des suffrages exprimés pour cette coalition.
(**) Parti républicain paysan, Rassemblement national, Réforme de l'État.
- Participation électorale :

| Participation      | Nombre de personnes | % des inscrits | +/-  |
| ------------------ | ------------------- | -------------- | ---- |
| Inscrits           | 26 774 899          | 100 %          | -    |
| Votants            | 22 171 957          | 82,8 %         | +2,6 |
| Abstentions        | 4 602 942           | 17,2 %         | -2,6 |
| Suffrages exprimés | 21 500 790          | 80,3 %         | +2,3 |

## Composition de l'exécutif

### Gouvernements successifs
La IIIe législature compte cinq gouvernements : 
| Gouvernement | Gouvernement             | Gouvernement     | Dates (Durée)                                                 | Président du Conseil           | Coalition                                     |
| ------------ | ------------------------ | ---------------- | ------------------------------------------------------------- | ------------------------------ | --------------------------------------------- |
| 1            | Guy Mollet               | Mollet           | du 1er février 1956 au 21 mai 1957 (1 an, 3 mois et 20 jours) | Guy Mollet (SFIO)              | Front républicain (SFIO-RAD-RS-UDSR-RDA)      |
| 2            | Maurice Bourgès-Maunoury | Bourgès-Maunoury | du 12 juin 1957 au 30 septembre 1957 (3 mois et 18 jours)     | Maurice Bourgès-Maunoury (RAD) | (RAD-SFIO-RDA-PRS-UDSR)                       |
| 3            | Félix Gaillard           | Gaillard         | du 6 novembre 1957 au 15 avril 1958 (5 mois et 9 jours)       | Félix Gaillard (RAD)           | (RAD-SFIO-MRP-CNIP-RDA-RS-UDSR)               |
| 4            | Pierre Pflimlin          | Pflimlin         | du 13 mai 1958 au 28 mai 1958 (15 jours)                      | Pierre Pflimlin (MRP)          | (MRP-SFIO-CNIP-RAD-UDSR-RDA-PGDRS)            |
| 5            | Charles de Gaulle        | de Gaulle III    | du 1er juin 1958 au 8 janvier 1959 (7 mois et 7 jours)        | Charles de Gaulle              | (RS/URF, UNR-MRP-SFIO-CNIP-RDA-RAD-PGDRS, CR) |